# Nordsjömyren
Nordsjömyren är ett naturreservat i Falköpings kommun i Västergötland.
Reservatet är 2 hektar stort och skyddat sedan 1969. Det är beläget 2 km öster om Dala vid Klagstorpsåsen och består av ett igenväxande kärr med rik kalkkrävande vegetation.

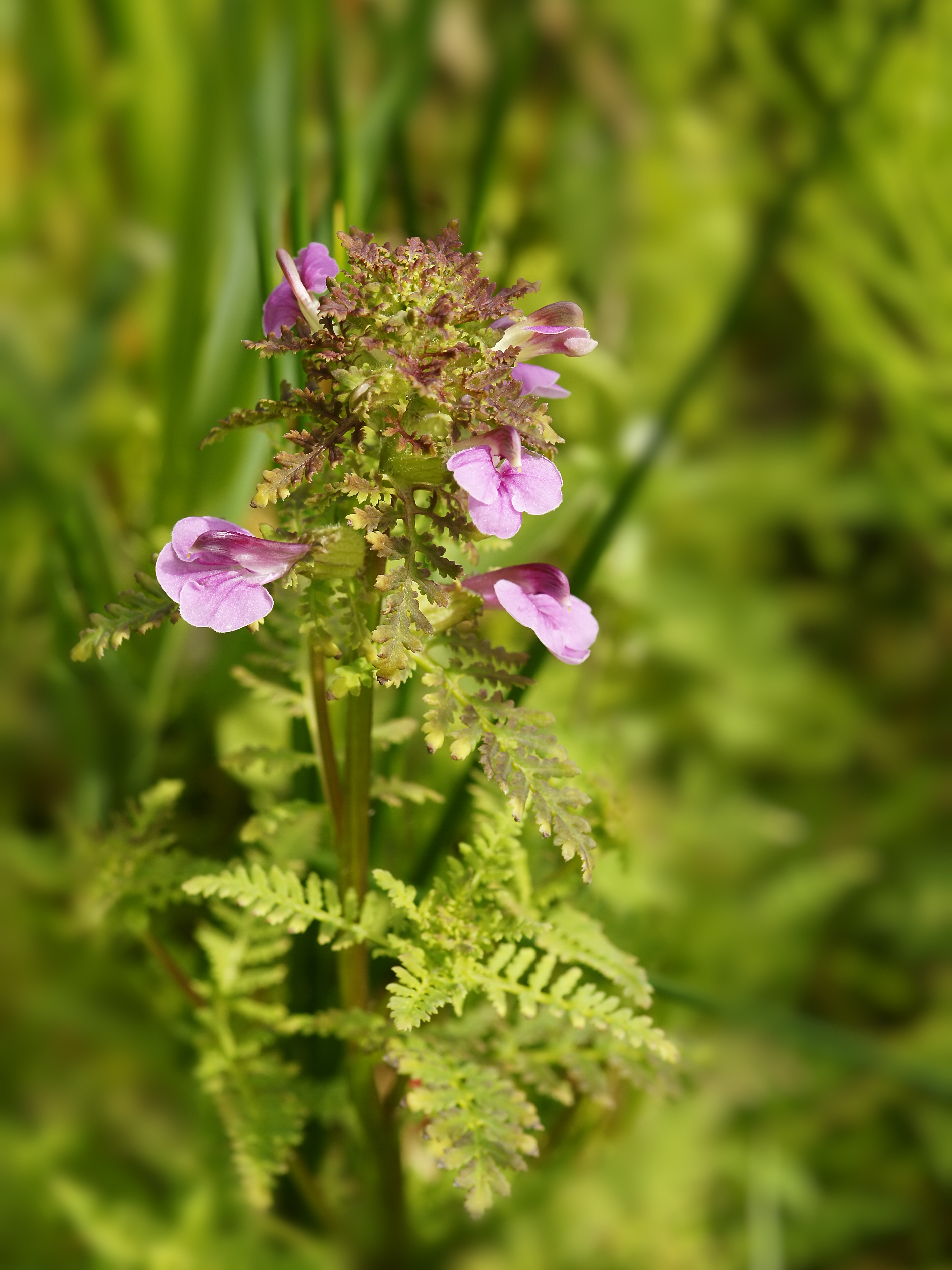
Kärrspira

Från Klagstorpsåsen rinner kalkhaltigt grundvatten ner till Nordsjömyren. Det kalkrika vattnet har gett upphov till fina rikkärr som är kända för sin artrikedom. Området ligger i en sänka med omgivande grusbackar flacka fuktiga marker. Där kan man finna arter som näbbstarr, trindstarr, snip, tagelsäv, gräsull, myggblomster, ängsnycklar och kärrspira. Detta kärr är också växtplats för den mycket sällsynta sumpröksvampen och för olika kalkkrävande mossor.
Området ingår i EU:s ekologiska nätverk av skyddade områden, Natura 2000.